# Sur l'avenue
Pour plus de détails, voir Fiche technique et Distribution.
Sur l'avenue (On the Avenue) est un film musical américain réalisé par Roy Del Ruth, sorti en 1937.
Sur une musique et des lyrics composés par Irving Berlin, le film met notamment en vedette Dick Powell, Madeleine Carroll et Alice Faye.

## Synopsis
On joue la première de la comédie musicale On the Avenue, celle-ci dans un de ses sketchs se moque effrontément du train de vie exubérant de Mimi Caraway, de son père et son fiancé explorateur. Ces derniers non prévenus du contenu de la pièce y assistent et la quittent scandalisés. Mimi Caraway décide de se venger et rencontre Gary Blake l'acteur vedette de la pièce. Mais les deux jeunes gens tombent sous le charme l'un de l'autre. Après quoi Gary Blake promet d'édulcorer la pièce. La famille Caraway se rend donc au théâtre afin d'assister à la pièce révisée. Mais c'est à une version aggravée qu'ils assistent, en effet, Mona Merrick la vedette féminine de la pièce et ancienne petite amie de Gary Blake voit d'un mauvais œil ce début de liaison. La famille Caraway fait un scandale, et Mimi Caraway va jusqu'à acheter des comparses pour ridiculiser la pièce. Gary Blake est anéantie, mais quand Mona Merrick se rend compte qu'elle ne récupéra pas son ex petit ami et elle s'en va prévenir Mimi qu'elle est la seule responsable de la version aggravée de la pièce. Du coup Mimi annule son mariage avec l'explorateur et se retrouve dans un taxi avec Gary Blake afin d'aller se marier à la marie. À la fin, tout le monde se réconcilie et la dernière scène nous montre Mona Merrick donner discrètement son numéro de téléphone au père de Mimi.

## Fiche technique
- Titre : Sur l'avenue
- Titre original : On the Avenue
- Réalisation : Roy Del Ruth
- Scénario : William M. Conselman, Gene Markey ; non crédité : Irving Berlin, Samuel Pokrass (en), Eddie Cherkose
- Photographie : Lucien N. Andriot
- Montage : Allen McNeil
- Musique : Charles Maxwell, Cyril J. Mockridge, Arthur Lange, Herbert W. Spencer
- Costumes : Gwen Wakeling
- Producteur : Darryl F. Zanuck et Gene Markey
- Société de distribution : 20th Century Studios
- Pays d'origine : États-Unis
- Format : noir et blanc – 35 mm – 1,37:1 – mono (Western Electric Noiseless Recording)
- Genre : Comédie romantique et film musical
- Durée : 89 minutes
- Date de sortie :
  - États-Unis : 12 février 1937
  - France : 9 juillet 1937

## Bande sonore
Tous ces morceaux sont d'Irving Berlin (paroles et musique) :
- I've Got My Love to Keep Me Warm (1937), chanté par Dick Powell et Alice Faye
- This Year's Kisses (1937), chanté par Alice Faye
- You're Laughing at Me (1937), chanté par Dick Powell
- The Girl on the Police Gazette (1937), chanté par Dick Powell
- Cheek to Cheek (1935)
- He Ain't Got Rhythm (1937), chanté par Alice Faye